# Razbojnik Cefizelj
Razbojnik Cefizelj je eden izmed literarnih likov iz zbirke humoresk Butalci, ki jo je napisal Fran Milčinski.

## Predstavitev literarnega lika
Butalci so prebivalci izmišljenega kraja, imenovanega Butale. Imajo se za zelo pametne in pomembne, čeprav so v resnici precej omejeni. Neprestano tekmujejo s prebivalci sosednjega kraja, Tepanjčani. Razbojnik Cefizelj nastopa v štirih poglavjih v knjigi Butalci, torej ima pomembno vlogo v tej knjigi. V Butalah poleg ostalih Butalcev živi tudi občinski hlapec, ki ob delavnikih pase govedo in lenobo, ob nedeljah in praznikih pa si na glavo povezne kapo, v roke vzame helebardo ali sulico in se tako prelevi v policaja, ki naj bi bil strah vseh tolovajev. Cefizelj pa je grozanski razbojnik, ki naj bi zadušil že sedem ljudi in tri ženske. Zelo rad prihaja Butalskemu policaju pred nos in ga izziva s svojimi domiselnimi idejami. Pravzaprav Cefizelj sploh ni tako slab in hudoben, le Butalci ga imajo za takega, ker ima več pameti kot oni sami. Njegova iznajdljivost se kaže v tem, ko npr. zastonj pride do hlebčka kruha, ki je v Butalah še posebej dober in »prinese okrog« policaja, ko mu zagotovi, da je ujel zmaja, ki ga že tako dolgo iščejo, da ga bodo dali v svoj grb. V ilustracijah je sicer upodobljen kot nevaren, a prebrisan razbojnik. V večini ilustracij ima na glavi kapo in je zanemarjen ter neobrit.

## Primerjava z drugimi liki
Razbojnika Cefizlja bi lahko zaradi njegove prirojene premetenosti primerjali s književnim likom dobrega vojaka Švejka (Jaroslav Hašek). Ne gre sicer za razbojnika, temveč za dobrohotnega »pucfleka« (nekoliko zaničljiv izraz za vojaka, ki je dodeljen oficirju za služabnika), ki s svojimi dejanji v prigodah, povezanih z njegovima nadrejenima »feldkuratom« (vojaškim duhovnikom) Ottom Katzem in kasneje z nadporočnikom Lukašem (še bolj nazorno vidno z »lajtnantom« (poročnikom) Dubom) kaže svojo duhovno superiornost nad njemu nadrejenimi osebki. 
Podobnosti bi lahko našli tudi z likom Sanča Panse, ki nastopa v književnem delu Don Kihot. Sančo Pansa je bistveno bolj prebrisan, zvit in pametnejši lik kot Don Kihot. Za razliko od razbojnika Cefizlja Sančo Pansa ostane preprost in naiven v svojih idejah in slepo verjame svojemu vodji, medtem ko razbojnik Cefizelj venomer razmišlja in ukrepa s svojo glavo.

## Vsebina humoresk, v katerih nastopa lik
BUTALSKI POLICAJ IN CEFIZELJ
V Butalah so se vsi bali policaja, drugod po svetu pa razbojnika Cefizlja. Cefizelj je hotel spoznati policaja, zato je obiskal Butale. Toda policaj ga je takoj prijel, ko ga je opazil in ga peljal v ječo. Cefizelj si je zaželel malo kruha in zato je odšel k peku. Tako mu je ušel. Čez nekaj tednov se je to ponovilo, in sicer dvakrat. Vendar policaj je tretjič pokazal jezik za njim, saj je bil tako jezen. Imel je srečo, da ga Cefizelj ni videl kajti, če bi ga, bi ga zadavil kot je že sedem ljudi in tri ženske.
RAZBOJNIK CEFIZELJ IN OBČINSKA BLAGAJNA
Razbojnik Cefizelj je še naprej zahajal v Butale k peku. Toda nekega dne mu je zmanjkalo denarja in je sklenil oropati občinsko blagajno. Na mizi je pustil tudi sporočilo, da jo je on ukradel. Z blagajno je odšel k peku ter si kupil kruh. Ko je odšel, je pek to povedal policaju in ta ga je prijel. Vodil ga je prav do župana, ki pa ni mogel priti, ker je bil sredi južine. Policaj pa se je zbal, da ga ne bi Cefizelj izpustil, kajti držal je namreč on njega.
O DEDCU, BABI IN SVINJI, O CEFIZLJU IN POLICAJU
Dedec in baba sta zaklala svinjo in ker nista imela vilic, sta odšla v svet po njih. Med potjo sta srečala Cefizlja in sta mu izčvekala vse o njuni hiši čeprav nista nameravala. Cefizelj pa je med potjo v Butale šel v njuno hišo in ukradel zaklano svinjo. Ko je prišel v Butale, je srečal policaja. Cefizelj je zbežal, svinjo pa pustil na tleh. Policaj je mislil, da je na tleh mrlič. Medtem sta se vrnila dedec in baba in sta mislila, da so jima muhe pojedle svinjo. Dedec jih je začel pobijati. Med pobijanjem je večkrat udaril tudi babo. Tedaj pa je stopil v hišo policaj in mislil, da koljejo že drugega. Peljal ju je do svinje in oba sta se razveselila. Policaj je bil slaven, saj je rešil zaklano svinjo.
BUTALSKI GRB
Butalci so imeli že skoraj vse. Manjkal jim je le še grb, zato so prosili slikarja Čačko, da jim ga nariše. Čačka je res narisal grb z zmajem na sredini, ki pa je bil v resnici bik. Ko so ga obesili na mestno hišo pa je prišel mimo Tepanjčan in povedal, da je na njem narisan bik. Butalci so to hoteli dokazati slikarju Čački, vendar jih ta ni poslušal. Medtem je imel policaj polne roke dela. Lovil je razbojnika Cefizlja. Videl je, da nekaj drži pod klobukom. Cefizelj mu je rekel, da je notri zmaj, ki ga bodo upodobili v grbu. Policaj mu je rekel, da bo naprej držal on, Cefizelj pa naj gre po kletko, v katero bo zaprl »zmaja«. Cefizelj mu je ušel, policaj pa ugotovil, da je v klobuku konjska figa. Slikar je hotel narisati nov grb, s klobukom in konjsko figo na sredini, vendar mu je župan plačal, da ga ne nariše.

## Zanimivosti
- v Cerknici na začetku februarja vsako leto poteka tudi pustni karneval, kjer nastopajo Butalci v raznih prireditvah – imajo butalski deželni zbor, pustovanje butalskega podmladka in butalsko premišljevanje
- v Sloveniji tudi resnično obstaja vas Butale (blizu Ivančne Gorice)
- Butalci oz. Butalec še danes imenujemo tistega, ki velja za malo manj pametnega oz. kdaj izjavi »tako, butalsko«
- še danes uporabljamo izraz »hop Cefizelj, pa te imam«, kar pomeni, da smo zasačili nekoga pri dejanju, ki ga ne bi smel delati

## Izdaje knjig
- Butalci, V Ljubljani: Mladinska knjiga, 1949
- Butalci, Ljubljana: Mladinska knjiga, 1975
- Butalci, Ljubljana: Mladinska knjiga, 1961
- Butalci, Ljubljana: Mladinska knjiga, 1963
- Butalci, Ljubljana: Mladinska knjiga, 1981
- Butalci, Ljubljana: Mladinska knjiga, 1983
- Butalci, Ljubljana: Mladinska knjiga, 1991
- Butalci, Ljubljana: Karantanija 1990
- Butalci, Ljubljana: Karantanija 1991
- Butalci, Ljubljana: Karantanija 1994
- Butalci, Ljubljana: Karantanija 1997
- Butalci, V Ljubljani: Karantanija 1999
- Butalci, Ljubljana: Mladinska knjiga, 1999
- Butalci, V Ljubljani: Karantanija 2001
- Butalci, Maribor: Slovensko narodno gledališče, 1981, dramsko besedilo
- Razbojnik Cefizelj in občinska blagajna: Ljubljana, Mladinska knjiga, 1974
- Razbojnik Cefizelj in občinska blagajna: Ljubljana, Mladinska knjiga, 1979
- Butalci, Ljubljana: Borec, 1974, slikanica
- Butalci in razbojnik Cefizelj, V Ljubljani: Karantanija, 1997, slikanica
- Butalci in razbojnik Cefizelj, V Ljubljani: Karantanija, 2001, slikanica
- Razbojnik Cefizelj in občinska blagajna, V Ljubljani: Karantanija, 1997, slikanica
- Razbojnik Cefizelj in občinska blagajna, Ljubljana: Mladinska knjiga, 2000, slikanica
- Butalci, V Trstu: Slovensko stalno gledališče, 1998, drama

## Izdaje zvočnih posnetkov
- Butalci, Ljubljana: Mladinska knjiga 1991, zvočna kaseta
- Butalci,Ljubljana: Mladinska knjiga 1990, zvočna kaseta
- Butalci, Trst: Založništvo tržaškega tiska 1992, zvočna kaseta
- Butalci, Trst: Založništvo tržaškega tiska 1989, zvočna kaseta
- Butalci, S.l.: Mladinska knjiga, 1964, gramofonska plošča
- Butalci, Ljubljana: Radio-televizija, 1971, radijska igra
- Butalci, Ljubljana: Nika records, p 2002, zvočna kaseta
- Butalci, Ljubljana: RTV Slovenija, založba kaset in plošč, 1993, p 1989, zvočna kaseta
- Ježek pripoveduje, Ljubljana: Sanje, 1998, p 1964, zvočna kaseta
- Butalski policaj in Cefizelj, Ljubljana: Mladinska knjiga, 1990, zvočna kaseta
- Butalci: dramatizacija in priredba za radio dela Butalci, ki ga je napisal Fran Milčinski, V 
Ljubljani: Radio Slovenija, Uredništvo igranega programa, 1994, radijska igra

## Izdaje videoposnetkov
- Butalski policaj, Cefizelj in pek, Jesenice: RM Video, p 1995, videokaseta

## Izdaje e-virov
- Butalci, Maribor: Ruslica, 2005, elektronski vir (http://www.vecer.com/ruslica/ Arhivirano 2008-04-16 na Wayback Machine.)